# Cēzars Ozers
Cezars Ozers, né le 11 février 1937 à Riga (république socialiste soviétique de Lettonie, URSS) et mort le 5 novembre 2023, est un joueur soviétique de basket-ball. 

## Biographie

### Mort
Cēzars Ozers décède le 5 novembre 2023 à l'âge de 86 ans. 

## Palmarès
- Finaliste des Jeux olympiques 1960